# 大埔連儂隧道斬人案
大埔連儂隧道斬人案是指2019年10月19日下午在香港新界大埔發生的襲擊事件。一名中學生在大埔墟站行人隧道連儂牆附近派發傳單，期間遭一名持雙程證的中國大陸男子以利刀割頸劏肚。傷者當場腸臟溢出，刀手隨即持兇刀逃跑，並聲稱香港是「中國香港」，誰「搞亂香港」就斬誰。刀手隨後登上一輛的士，向司機稱自己殺了人，要求載他到最近的警署，同時又問能否載他到羅湖，但司機稱羅湖是禁區，並將刀手載到大埔警署，刀手及後在警署內被捕。傷者遇襲後被送往沙田威爾斯親王醫院深切治療部搶救，情況嚴重。

## 經過

### 刀手企圖破壞 遭到街坊趕走
事發當天下午3時許，刀手曾獨自到大埔連儂隧道聲稱「清垃圾」，並指在場市民「亂丟國旗」，及後被街坊趕走，詎料其後折返犯案。

### 刀手發難逞兇 青年遇襲重傷
下午5時許，事主於大埔連儂隧道派發翌日九龍遊行的傳單期間，刀手上前挑釁，破壞連儂牆上的文宣，事主見狀上前阻止，未幾刀手突然持刀衝向事主，緊捉事主右手，並欲刺事主頸部。事主轉身欲逃跑，惟刀手仍然拉扯事主。掙扎期間，事主頸部遭利刀刺傷2至3次，傷口湧血並感到痛楚。他隨即推開刀手並且跑走。事主邊跑邊呼喊求救，刀手緊追其後。跑了大約50米，事主感到暈眩，失足倒地。刀手趕至，兩度用刀刺向事主腹部，隨即逃跑，多人目擊事件。事主受襲後倒地，頸部及腹部湧出大量鮮血，腸臟更外露，不斷表示痛楚難當。在場市民阻止刀手離開，上前與他理論。刀手出言恐嚇市民，聲稱香港是「中國香港」，誰「搞亂香港」就斬誰。有老翁不齒刀手惡行，痛斥刀手持刀行兇才是搞亂香港的行為。

### 刀手逞兇得手 乘車逃去無蹤
刀手斬人後，一度想截停一部私家車，並聲稱要前往警署要求接載，但被私家車司機拒絕，他其後登上一部新界的士後，7至8名街坊見狀尾隨，跑至南運路及達運路交界終將的士截停，並要求刀手落車。年約50歲的的士司機初時表示會將車停泊在路邊，讓刀手下車，要求各人先行散開，惟兩秒後，交通燈轉為綠色時，司機突然踩下油門，載着刀手離開，失去蹤影。

## 事主
19歲熊姓傷者為中六學生，被送往沙田威爾斯親王醫院搶救。傷者進行微創手術後，確認有少量腸被刺穿，後頸沒有傷及重要神經及血管。完成手術後在深切治療部留醫，情況嚴重。

## 警方拘捕疑犯
下午7時許，刀手出現在大埔警署，將兇器掉在報案室地上。大埔區議員周炫瑋表示，他事發陪同一名目擊者到大埔警署落口供，期間見到一把染有血迹的利刀遺棄在報案室地下，周邊有膠帶將刀圍起，阻止其他人靠近。警方拘捕24歲的疑犯柳國升。兩日後在粉嶺裁判法院提堂。

## 後續事件

### 法官直指被告摧毀事主一生　判監6年4個月
2021年5月14日，香港高等法院法官陳慶偉判柳國升入獄6年4個月。陳官指被告的罪責較高，認為他有預謀犯案。雖然被告當日只是隨機傷人，但特意在事前購買並攜帶利刀，案發時割了事主頸部兩刀後，追上試圖逃走的事主，將他壓倒在地刺了其腹部兩次，對事主使用的武力程度非常高。陳官又提到，事主因本案所承受的負面影響深遠，指他患上創傷後壓力症候群，需每天食用止痛藥，頸部沒法正常旋轉，腹部仍感到疼痛，更曾數次試圖自殺。陳官形容事主一生遭被告摧毀，希望他能早日走出陰霾並康復。